# Filippo Foti
Filippo Foti (Syracuse, 4 luglio 1916 – Trento, 30 settembre 1967) è stato un militare italiano, brigadiere della polizia ferroviaria italiano, decorato con la medaglia d'oro al valor militare alla memoria.

## Biografia
Nacque negli Stati Uniti, dove la famiglia originaria di San Leo, piccolo paese del comune di Reggio Calabria, emigrò anni prima.
Ritornato in Italia entrò in polizia nel 1940. Prestò servizio a Trento luogo in cui perse la vita insieme al collega Edoardo Martini a causa di un attentato dell'organizzazione terroristica Befreiungsausschuss Südtirol. Il 30 settembre 1967, entrambi prestavano servizio presso la stazione di Trento, quando ricevettero una segnalazione in cui si comunicava che a bordo del treno Alpen Express, proveniente da Innsbruck, vi era una valigia contenente una bomba. Una volta giunto il convoglio in stazione, Foti, insieme al Martini, spostò la valigia sospetta in un luogo isolato, nei pressi dello scalo merci della stazione. Prima però che potesse allontanarsi l'ordigno esplose uccidendolo sul colpo assieme al collega.
I funerali di stato ebbero luogo a Trento il 2 ottobre, alla presenza del ministro delle Ministro delle poste e delle telecomunicazioni Giovanni Spagnolli, del capo della polizia Angelo Vicari, e di altre autorità locali e nazionali, in rappresentanza dei rispettivi enti.
A Foti nel 2005 è stata dedicata la scuola elementare del proprio paese d'origine.